# Rui Ferreira de Sousa
 (août 2013).
Rui Ferreira de Sousa, connu sous les pseudonymes de Jaime Rocha et de Sousa Fernando, est un auteur portugais contemporain, né en 1949, reconnu à la fois comme poète et comme dramaturge.

## Œuvres publiées au Portugal

### Poésie
- Melânquico, (sous le pseudonyme de Sousa Fernando), Livros sem Editor, 1970
- A Dança dos Lilazes, Edições Bico d’Obra, 1982
- Beber a Cor, Edições & ETC, 1985
- A Pequena Morte / Esse Eterno Canto, (diptyque avec Hélia Correia), Black Sun, 1986
- A Perfeição das Coisas, Editorial Caminho, 1988
- Do Extermínio, 1re ed. Black Sun Editores, 1995; 2e ed. Relógio d’Água Editores, 2003;
- Arco de Jasmim, Edições Duas Luas, Belo Horizonte, 1999
- Os Que Vão Morrer, Relógio d'Água Editores, 2000
- Zona de Caça, Relógio d'Água Editores, 2002
- Lacrimatória, Relógio D’Água, 2005
- Necrophilia, Relógio D’Água, 2010

### Fiction
- Tonho e as Almas, romance, Relógio d’Água Editores, 1984
- A Loucura Branca, romance, 1re ed. Livro Aberto, 1990 ; 2e ed. Íman editores, 2001
- Os Dias de um Excursionista, romance, Relógio d’Água Editores, 1996
- A Mulher Que Aprendeu a Chorar, conto, Ficções-Tinta Permanente, 2000
- Anotação do Mal, romance, Sextante, 2007

### Théâtre
- Deuscão, seguido de O Televisor, Sociedade Portuguesa de Autores, 1988
- O Construtor, Quinze Minutos de Glória et O Terceiro Andar, SPA/Dom Quixote, 1998
- Seis Mulheres Sob Escuta, Teatro do Noroeste, 1999
- Casa de Pássaros, SPA/DomQuixote, 2001
- Transviriato, Trigo Limpo Teatro Acert, 2001
- O Jogo da Salamandra e outras peças (A Descida para a Cinzas, Detalhe à Porta do Inferno, Seis Mulheres Sob Escuta e O Anexo), Relógio d'Água Editores, 2001
- Homem Branco Homem Negro, SPA/ Dom Quixote, em 2005
- Azzedine e Outras Peças, Relógio D´Água Editores, 2009

## Œuvres publiées en France
- Extermination, Éditions Al Manar, collection Voix Vives,2010, (ISBN 978-2-91389-697-0).
- Zone de chasse, Éditions Al Manar, 2013, (ISBN 978-2-36426-024-5).

## Distinctions
- Grande Prémio APE de Teatro (1998) avec O Terceiro Andar
- Prémio Eixo Atlântico de Textos Dramáticos  (ex-aequo) (1999) avec Seis Mulheres sob Escuta
- Grande Prémio de Teatro Português (2004) avec Homem Branco, Homem Negro.